# Leonardo's paard

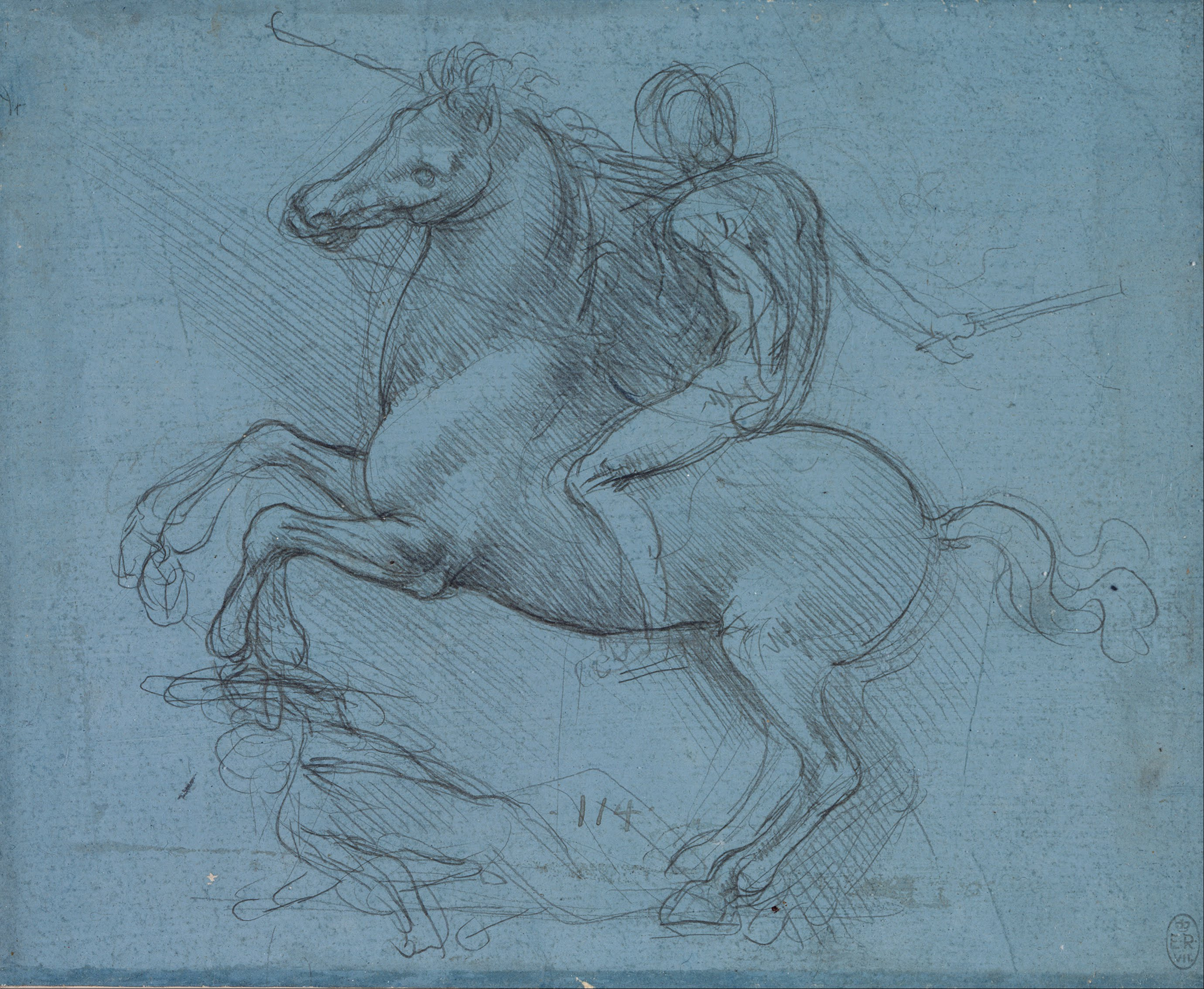
Eerste ontwerp (ca. 1485-1490)

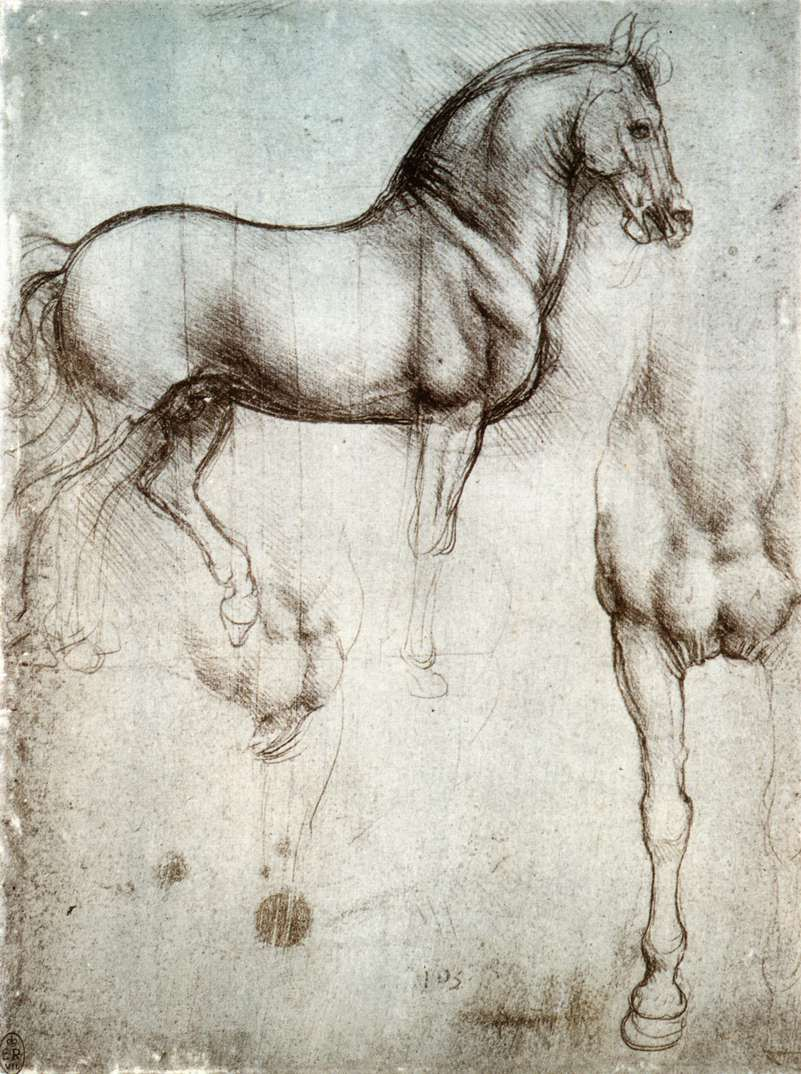
Studie van paarden door Leonardo da Vinci rond 1490

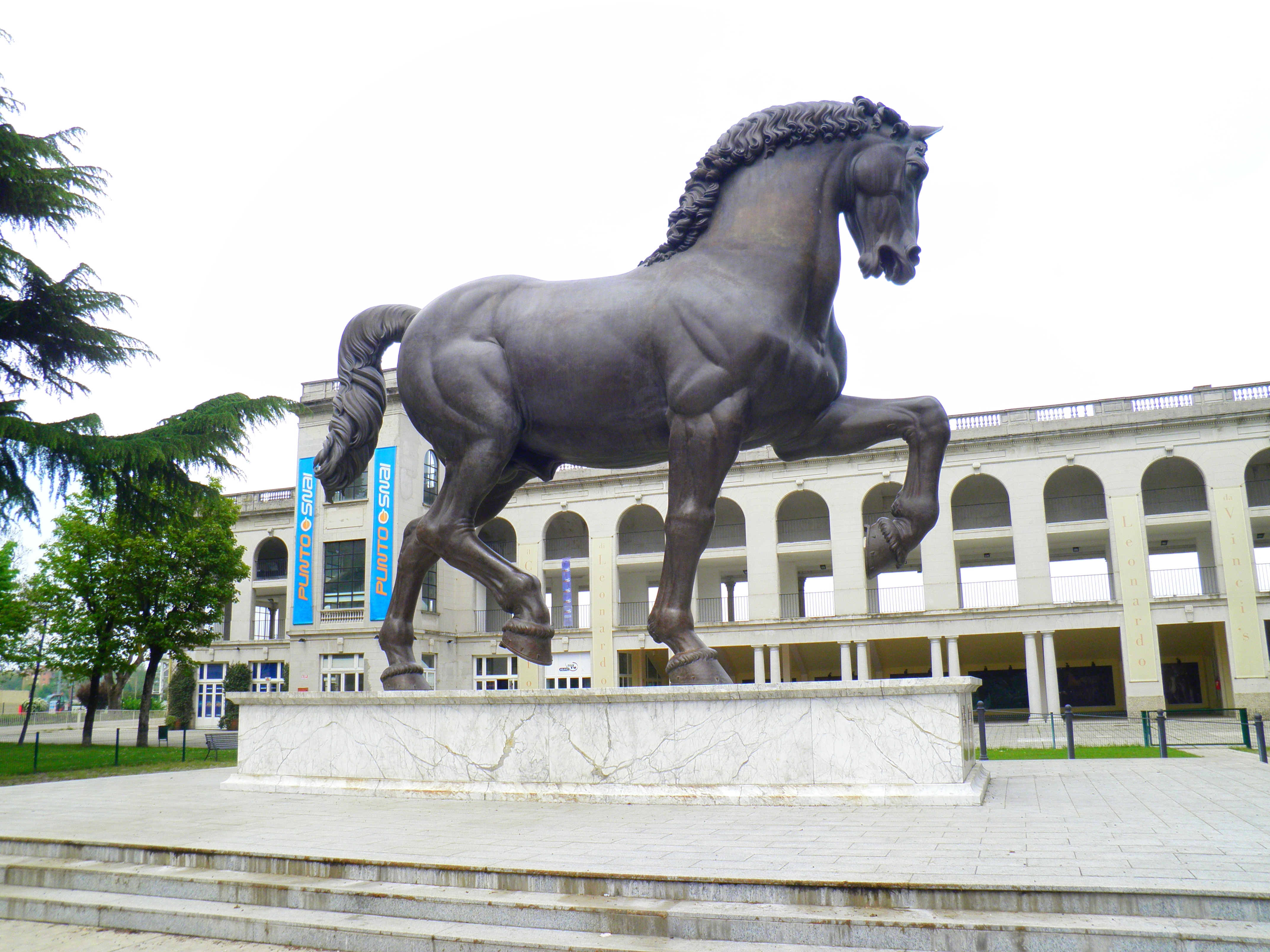
Replica van Leonardo's paard, gemaakt door Nina Akamu

Leonardo's Paard (ook bekend als Gran Cavallo) is een beeldhouwwerk dat in 1482 door de hertog van Milaan Ludovico Sforza bij Leonardo da Vinci werd besteld, maar niet werd voltooid. Het was bedoeld om het grootste ruiterstandbeeld ter wereld te worden, een monument voor de vader van de hertog, Francesco Sforza. Leonardo deed er uitgebreid voorbereidend werk voor, maar produceerde alleen een kleimodel, dat later werd vernietigd.

## Historische achtergrond
Zeventig ton brons werd verzameld door Ludovico voor het gieten van het beeld, dat acht meter hoog zou worden. Leonardo plande aanvankelijk een dynamischer ontwerp dan dat van zijn voorgangers, waaronder aanvankelijk een gevallen soldaat om het paard te ondersteunen, maar aanvaardde op een gegeven moment een meer traditioneel lopend paard. Hij zou hiermee vroegere ruiterstandbeelden waaronder dat van Donatello en van zijn leermeester Andrea del Verrocchio in de schaduw stellen.
Ter voorbereiding op het werk bestudeerde Leonardo paarden en schreef hij een verhandeling over paardenanatomie. Een andere verhandeling bevatte gedetailleerde plannen voor het gieten van het beeld, die zou zijn gemaakt in afzonderlijke holle stukken en voorzien van ijzeren beugels voor interne ondersteuning. In november 1493 werd een kleimodel op ware grootte van het paard (zonder zijn ruiter) tentoongesteld op een van de bruiloften van de Sforzas, waardoor Leonardo aanzienlijke bekendheid kreeg. In een nota van Leonardo van 20 december 1493 verklaarde hij zich bereid het gietproces te beginnen, maar in november 1494 gaf Ludovico het brons aan zijn zwager Ercole d'Este om te worden gebruikt als kanon om de stad te verdedigen tegen de invasie van Karel VIII van Frankrijk. Leonardo's rivaal Michelangelo kwam hem op een gegeven moment in Florence tegen en beledigde hem door te suggereren dat hij niet in staat was het gietproces uit te voeren.
Het kleimodel werd door Franse soldaten als doelwit voor het boogschieten gebruikt toen zij in 1499 Milaan binnenvielen aan het begin van de Tweede Italiaanse Oorlog. Het werd daarna vernietigd door cycli van regens en daaropvolgende bevriezingen. In 1511 begon Leonardo aan de constructie van een ruitermonument als graftombe voor Gian Giacomo Trivulzio, maar dit werd nooit gemodelleerd vanwege een confederatie van Zwitserse, Spaanse en Venetiaanse strijdkrachten die de Fransen uit Milaan verdreven.

## Invloed en moderne versies

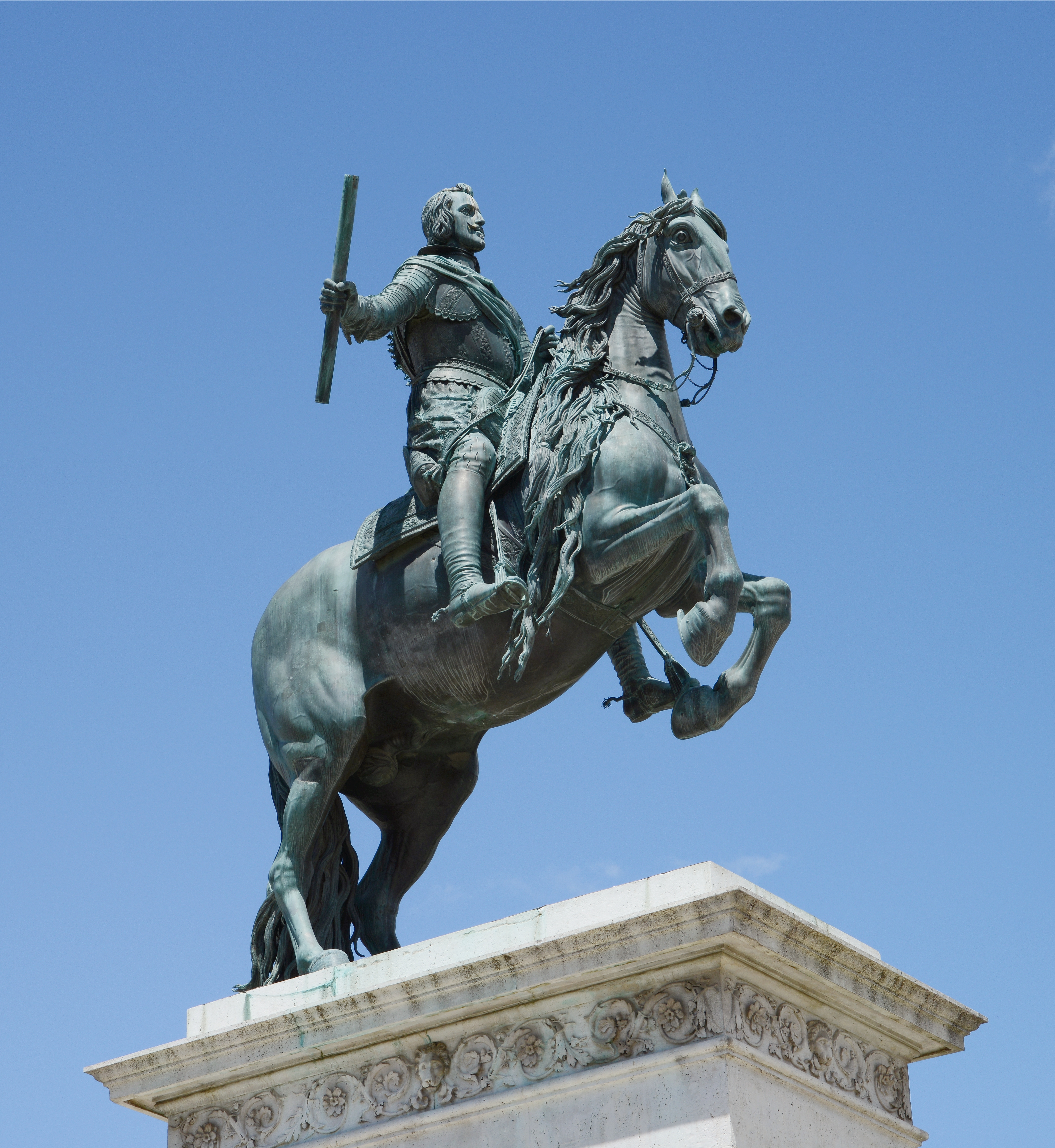
Het ruitermonument van Filips IV van Spanje door Pietro Tacca

In 1640 bouwde Pietro Tacca het eerste ruitermonument met een (vrijstaand) steigerend paard en koning Filips IV van Spanje, waarvoor Galileo Galilei meehielp aan de berekening van de zwaartekrachtoplossingen - vergelijkbaar met die van Leonardo - om om te gaan met het compenseren van het onevenwicht in de gewichtsbalans van het ontwerp. Étienne-Maurice Falconets Bronzen Ruiter bereikt een soortgelijke prestatie, hoewel geen van beide de fysieke schaal van Leonardo's ontwerp bereiken.
Ongeveer vijf eeuwen na de mislukking van het oorspronkelijke project werden de overgebleven ontwerpmaterialen van Leonardo gebruikt als basis voor sculpturen die bedoeld waren om het project tot een goed einde te brengen.

## Het Vinci-paard
Een 2,5 meter hoge bronzen versie van het beeld staat in Leonardo's geboorteplaats Vinci, waar het op 17 november 2001 werd gewijd. De realisatie werd mogelijk door giften van verschillende weldoeners, waaronder Peter F. Secchia, de voormalige ambassadeur van de Verenigde Staten in Italië, en zijn vrouw, Joan. Het Vinci-paard inspireerde een zusterstadsverhouding tussen Vinci en Allentown, Pennsylvania.
- Gemeinsame Normdatei: 7794997-3